# Grand Prix moto des Pays-Bas 1997
Le  Grand Prix moto des Pays-Bas 1997 est la septième manche du championnat du monde de vitesse moto 1997. La compétition s'est déroulée du 26 au 28 juin 1997 sur le TT Circuit Assen.
C'est la 49e édition du Grand Prix moto des Pays-Bas.

## Classement 500 cm3
| Pos  | Pilote                   | Constructeur | Temps/Écart     | Points |
| ---- | ------------------------ | ------------ | --------------- | ------ |
| 1    | Mickael Doohan           | Honda        | 43 min 37 s 954 | 25     |
| 2    | Carlos Checa             | Honda        | +10 s 560       | 20     |
| 3    | Doriano Romboni          | Aprilia      | +18 s 282       | 16     |
| 4    | Nobuatsu Aoki            | Honda        | +24 s 048       | 13     |
| 5    | Alberto Puig             | Honda        | +28 s 105       | 11     |
| 6    | Daijiro Kato             | Honda        | +38 s 219       | 10     |
| 7    | Daryl Beattie            | Suzuki       | +43 s 217       | 9      |
| 8    | Kenny Roberts Jr         | Modenas      | +47 s 525       | 8      |
| 9    | Jurgen Fuchs             | Elf 500      | +48 s 724       | 7      |
| 10   | Norifumi Abe             | Yamaha       | +49 s 574       | 6      |
| 11   | Bernard Garcia           | Honda        | +1 min 04 s 431 | 5      |
| 12   | Tadayuki Okada           | Honda        | +1 min 05 s 807 | 4      |
| 13   | Anthony Gobert           | Suzuki       | +1 min 08 s 853 | 3      |
| 14   | Troy Corser              | Yamaha       | +1 min 09 s 565 | 2      |
| 15   | Juan Borja               | Elf 500      | +1 min 53 s 073 | 1      |
| 16   | Laurent Naveau           | ROC Yamaha   | +1 tour         |        |
| 17   | Frédéric Protat          | Honda        | +1 tour         |        |
| 18   | Lucio Pedercini          | ROC Yamaha   | +1 tour         |        |
| 19   | Sete Gibernau            | Yamaha       | +1 tour         |        |
| Abd. | Luca Cadalora            | Yamaha       | Abandon         |        |
| Abd. | Jurgen van den Goorbergh | Honda        | Abandon         |        |
| Abd. | Jean-Michel Bayle        | Modenas      | Abandon         |        |
| Abd. | Takuma Aoki              | Honda        | Abandon         |        |

## Classement 250 cm3
| Pos  | Pilote               | Constructeur | Temps/Écart     | Points |
| ---- | -------------------- | ------------ | --------------- | ------ |
| 1    | Tetsuya Harada       | Aprilia      | 38 min 09 s 016 | 25     |
| 2    | Ralf Waldmann        | Honda        | +0 s 238        | 20     |
| 3    | Loris Capirossi      | Aprilia      | +12 s 506       | 16     |
| 4    | Tohru Ukawa          | Honda        | +30 s 663       | 13     |
| 5    | Stefano Perugini     | Aprilia      | +31 s 576       | 11     |
| 6    | Takeshi Tsujimura    | TSR-Honda    | +35 s 742       | 10     |
| 7    | William Costes       | Honda        | +56 s 803       | 9      |
| 8    | Osamu Miyazaki       | Yamaha       | +56 s 962       | 8      |
| 9    | Jeremy McWilliams    | Honda        | +57 s 360       | 7      |
| 10   | Luis d'Antin         | Yamaha       | +1 min 07 s 463 | 6      |
| 11   | Franco Battaini      | Yamaha       | +1 min 18 s 287 | 5      |
| 12   | Oliver Petrucciani   | Aprilia      | +1 min 20 s 436 | 4      |
| 13   | Cristiano Migliorati | Honda        | +1 min 20 s 744 | 3      |
| 14   | Maurice Bolwerk      | Honda        | +2 min 13 s 335 | 2      |
| 15   | Eustaquio Gavira     | Aprilia      | +2 min 23 s 965 | 1      |
| 16   | Gerard Rike          | Honda        | +1 Lap          |        |
| 17   | Jaap Hoogeveen       | Yamaha       | +1 tour         |        |
| 18   | Henk vd Lagemaat     | Honda        | +1 tour         |        |
| 19   | Gert Pieper          | Honda        | +1 tour         |        |
| Abd. | Olivier Jacque       | Honda        | Abandon         |        |
| Abd. | Haruchika Aoki       | Honda        | Abandon         |        |
| Abd. | Andre Romein         | Honda        | Abandon         |        |
| Abd. | Giuseppe Fiorillo    | Aprilia      | Abandon         |        |
| Abd. | Jamie Robinson       | Suzuki       | Abandon         |        |
| Abd. | José Luis Cardoso    | Yamaha       | Abandon         |        |
| Abd. | Sebastian Porto      | Aprilia      | Abandon         |        |
| Abd. | Noriyasu Numata      | Suzuki       | Abandon         |        |
| Abd. | Emilio Alzamora      | Honda        | Abandon         |        |
| Abd. | Luca Boscoscuro      | Honda        | Abandon         |        |
| Abd. | Idalio Gavira        | Aprilia      | Abandon         |        |
| Dsq. | Max Biaggi           | Honda        | Disqualifié     |        |

## Classement 125 cm3
| Pos  | Pilote             | Constructeur | Temps/Écart     | Points |
| ---- | ------------------ | ------------ | --------------- | ------ |
| 1    | Valentino Rossi    | Aprilia      | 38 min 50 s 246 | 25     |
| 2    | Tomomi Manako      | Honda        | +0 s 100        | 20     |
| 3    | Kazuto Sakata      | Aprilia      | +0 s 284        | 16     |
| 4    | Noboru Ueda        | Honda        | +0 s 512        | 13     |
| 5    | Youichi Ui         | Yamaha       | +0 s 871        | 11     |
| 6    | Jorge Martínez     | Aprilia      | +1 s 568        | 10     |
| 7    | Masaki Tokudome    | Aprilia      | +1 s 596        | 9      |
| 8    | Roberto Locatelli  | Honda        | +1 s 636        | 8      |
| 9    | Frédéric Petit     | Honda        | +26 s 348       | 7      |
| 10   | Masao Azuma        | Honda        | +30 s 715       | 6      |
| 11   | Jaroslav Huleš     | Honda        | +30 s 819       | 5      |
| 12   | Manfred Geissler   | Honda        | +39 s 769       | 4      |
| 13   | Gianluigi Scalvini | Honda        | +39 s 042       | 3      |
| 14   | Enrique Maturana   | Yamaha       | +39 s 347       | 2      |
| 15   | Ivan Goi           | Aprilia      | +46 s 464       | 1      |
| 16   | Angel Nieto Jr     | Aprilia      | +1 min 11 s 667 |        |
| 17   | Steve Jenkner      | Aprilia      | +1 min 37 s 799 |        |
| 18   | Rob Filart         | Honda        | +1 min 38 s 070 |        |
| 19   | Hans Koopman       | Honda        | +2 min 10 s 164 |        |
| Abd. | Arno Visscher      | Aprilia      | Abandon         |        |
| Abd. | Yoshiaki Katoh     | Yamaha       | Abandon         |        |
| Abd. | Jarno Janssen      | Honda        | Abandon         |        |
| Abd. | Josep Sarda        | Honda        | Abandon         |        |
| Abd. | Peter Öttl         | Aprilia      | Abandon         |        |
| Abd. | Gino Borsoi        | Yamaha       | Abandon         |        |
| Abd. | Mirko Giansanti    | Honda        | Abandon         |        |
| Abd. | Dirk Raudies       | Honda        | Abandon         |        |
| Abd. | Garry McCoy        | Aprilia      | Abandon         |        |